# Sergentomyia trouilleti
Sergentomyia trouilleti är en tvåvingeart som först beskrevs av Vattier-bernard 1976.  Sergentomyia trouilleti ingår i släktet Sergentomyia och familjen fjärilsmyggor.
Artens utbredningsområde är Kongo. Inga underarter finns listade i Catalogue of Life.